# Birth of the Blues
Pour plus de détails, voir Fiche technique et Distribution.
Birth of the Blues est un film américain réalisé par Victor Schertzinger, sorti en 1941.

## Fiche technique
- Titre : Birth of the Blues
- Réalisation : Victor Schertzinger, assisté d'Hal Walker et Alvin Ganzer (non crédités)
- Scénario : Harry Tugend et Walter DeLeon
- Photographie : William C. Mellor
- Montage : Paul Weatherwax
- Costumes : Edith Head
- Société de production : Paramount Pictures
- Société de distribuion : Paramount Pictures
- Pays de production :  États-Unis
- Format : Noir et blanc - 1,37:1 - Mono
- Genre : Film musical, historique et romance
- Dates de sortie : 
  - États-Unis : 31 octobre 1941 (Memphis, Tennessee) (première) /  7 novembre 1941 (sortie nationale)
  - Argentine : 14 mai 1942

## Distribution
- Bing Crosby : Jeff Lambert
- Mary Martin : Betty Lou Cobb
- Brian Donlevy : Memphis
- Carolyn Lee : Phoebe Cobb
- Eddie Anderson : Louey
- J. Carrol Naish : Blackie
- Warren Hymer : Limpy
- Ruby Elzy : Ruby
- Jack Teagarden : Pepper
- Minor Watson : Henri Lambert
- Barbara Pepper : Maizie
- Cecil Kellaway : Granet
- Horace McMahon : Wolf
- Ted Lewis : Lui-même
- Duke Ellington : Lui-même
- Louis Armstrong : Lui-même
- Tommy Dorsey : Lui-même
- Jimmy Dorsey : Lui-même
- Benny Goodman : Lui-même
- Paul Whiteman : Lui-même